# قائمة مساجد اليونان
تم توثيق بناء المساجد في اليونان منذ فترة اليونان العثمانية. تم بناء معظم المساجد المدرجة في أواخر القرن الرابع عشر إلى أوائل القرن العشرين، عندما كانت أجزاء من اليونان الحديثة جزءًا من الدولة العثمانية.
في وقت لاحق، تم تحويل العديد من الكنائس في جميع أنحاء اليونان إلى مساجد بعد الفتح العثماني، مثل كنيسة القديس ديمتريوس في سالونيك. على الرغم من أنه تم إعادتها تدريجيًا إلى كنيسة بعد حرب الاستقلال اليونانية وضم الأراضي الأخرى.

## مقدونيا الشرقية وتراقيا
| اسم                                 | صورة                                                   | موقع                    | السنة / القرن                    | ملاحظات                                                                                  |
| ----------------------------------- | ------------------------------------------------------ | ----------------------- | -------------------------------- | ---------------------------------------------------------------------------------------- |
| مسجد أليكساندروبولي                 |                                                        | أليكساندروبولي          |                                  | مفتوح للعبادة.                                                                           |
| مسجد إسكي (كوموتيني)                |                                                        | كوموتيني                | 1608                             | وهو نشط حاليًا كمكان للعبادة الإسلامية.                                                   |
| مسجد يني (كوموتيني)                 |                                                        | كوموتيني                | 1585                             | إنه في الخدمة النشطة كمكان للعبادة الإسلامية، ويخدم المجتمع الإسلامي الكبير في كوموتيني. |
| مسجد جلبي سلطان محمد أو مسجد بايزيد |                                                        | ديموتيقة، محافظة إيفروس | انتهى 1420                       |                                                                                          |
| مسجد العرب (دراما)                  |                                                        | دراما (اليونان)         | ؟                                |                                                                                          |
| مسجد سلفيلي (كوموتيني)              |                                                        | كوموتيني                | النصف الثاني من القرن التاسع عشر |                                                                                          |
| مسجد هليل باي                       | ملف:Halil Bey Mosque, Kavala's sole surving mosque.jpg | كافالا                  | ≈1530                            |                                                                                          |

## مقدونيا الوسطى
| اسم                     | صورة | موقع     | سنة/قرن      | ملاحظات                                                                                                  |
| ----------------------- | ---- | -------- | ------------ | --- |
| مسجد زنجيرلي            |      | سيرس     | ؟            | |
| مسجد كوكا مصطفى         |      | سيرس     | ؟            | |
| مسجد يني (كوموتيني)     |      | كوموتيني | 1585         | |
| مسجد سلفيلي (كوموتيني)  |      | كوموتيني | ؟            | |
| مسجد يونس باي           |      | كوموتيني | ؟            | |
| جامع المدرسة (فيريا)    |      | فيريا    | ؟            | |
| مسجد أورتا (فيريا)      |      | فيريا    | 1490         | تم إعلان المسجد معلمًا محفوظًا في 1938، ولكن تم استخدامه بشكل مختلف كمنزل، وورشة للآلات الموسيقية، وغيرها. |
| مسجد أحمد باي           |      | يانيتسا  | ؟            | |
| مسجد يني (إذيسا)        |      | إذيسا    | 1904         | |
| مسجد حمزة باي           |      | سالونيك  | 1460         | |
| مسجد ألاغا عمارت        |      | سالونيك  | 1484 أو 1487 | |
| المسجد الجديد (سالونيك) |      | سالونيك  | 1902         | |

## مقدونيا الغربية
| اسم                    | صورة | موقع     | السنة / القرن | ملاحظات |
| ---------------------- | ---- | -------- | ------------- | ------- |
| مسجد كورسوم (كاستوريا) |      | كاستوريا | ؟             |         |

## إبيروس (إقليم)
| اسم                        | صورة                                           | موقع                  | السنة / القرن | ملاحظات                                           |
| -------------------------- | ---------------------------------------------- | --------------------- | ------------- | ------------------------------------------------- |
| مسجد فائق باشا             |                                                | آرتا                  | ؟             |                                                   |
| مسجد فيض الله              |                                                | آرتا                  | ؟             |                                                   |
| مسجد فتحية (يوانينا)       |                                                | قلعة يوانينا، يوانينا | 1430          |                                                   |
| مسجد أصلان باشا            | Aslan Pasha Ottoman mosque in Ioannina, Greece | يوانينا               | 1618          | منذ 1933 يضم المتحف الإثنوغرافي البلدي في يوانينا |
| مسجد كالوتسياني            |                                                | يوانينا               | 1740          |                                                   |
| مسجد ولي باشا/ مسجد تسيكور |                                                | يوانينا               | ؟             |                                                   |

## ثيساليا
| اسم                  | صورة                                                                                | موقع     | السنة / القرن             | ملاحظات |
| -------------------- | ----------------------------------------------------------------------------------- | -------- | ------------------------- | --- |
| مسجد عثمان شاه       |                                                                                     | تريكالا  | خمسينيات القرن الخامس عشر | ولم يعد المسجد يستخدم للعبادة؛ يعمل الآن كمكان للأحداث الصغيرة وهو أحد مواقع اليونسكو المحمية.             |
| مسجد يني (لاريسا)    | 20111009 Yeni Tzami former seat of the Archeological Museum Larissa Thessaly Greece | لاريسا   | 1902                      | تم استخدامه لإيواء متحف سالونيك الأثري في 1925. اليوم هو بمثابة مركز للمعارض.                              |
| مسجد ألاغا عمارت     | English: Alatza Imaret in Thessaloniki                                              | سالونيك  | 1484 أو 1487              | اليوم يتم استخدام المبنى للمعارض المؤقتة والفعاليات الفنية والثقافية.                                      |
| مسجد حمزة باي        |                                                                                     | سالونيك  | القرن 15                  | منذ 1923، تمت إزالة المئذنة ولم يعد المبنى يستخدم كمسجد. وقد استحوذت عليه وزارة الثقافة اليونانية في 2006. |
| مسجد ألاصونية        |                                                                                     | ألاصونية | القرن 17/18               | لبعض الوقت، تم استخدام المبنى لتخزين أجزاء من مجموعة ألاصونية الأثرية.                                     |
| مسجد بيركلي (لاريسا) |                                                                                     | لاريسا   | القرن 15/16               | |

## وابية
| اسم              | صورة                                                 | موقع    | السنة / القرن | ملاحظات |
| ---------------- | ---------------------------------------------------- | ------- | ------------- | ------- |
| مسجد الأمير زاده | ملف:Emir Zade Mosque, Ottoman Mosque of Chalkida.jpg | خالكيذا | ؟             |         |

## غرب اليونانوالبيلوبونيز
| اسم                        | صورة                      | موقع       | سنة/قرن | ملاحظات                                                     |
| -------------------------- | ------------------------- | ---------- | ------- | ----------------------------------------------------------- |
| مسجد فتحية (نافباكتوس)     |                           | نافباكتوس  | 1499    | تم ترميم المسجد على نطاق واسع، وهو الآن يعمل كقاعة للمعارض. |
| مسجد أحمد الثالث           |                           | قورنثوس    | 1715    | المسجد لا يزال في حالة خراب في معظمه.                       |
| مسجد أغا باشا/ مسجد تريانو | Βουλευτικόν, Ναύπλιο 7799 | نافبليو    | ؟       |                                                             |
| مسجد مونيمفاسيا            | Monemvasia Mosque         | مونيمفاسيا | ؟       |                                                             |

## الجزر الإيجية
| اسم                             | صورة | موقع            | سنة/قرن | ملاحظات |
| ------------------------------- | ---- | --------------- | ------- | --- |
| مسجد إبراهيم باشا (رودس)        |      | رودس            | ؟       | هو المسجد الوحيد العامل في رودس من بين المساجد الاثني عشر التي تعود إلى العصر العثماني.                                                            |
| مسجد مراد رايس                  |      | رودس            | ؟       | |
| مسجد طوبال رجب باشا             |      | رودس            | ؟       | |
| مسجد سليمان (رودس)              |      | رودس            | 1522    | يعمل حالياً كمتحف. |
| مسجد محمد آغا (اليونان)         |      | رودس            | ؟       | |
| مسجد عثمانية                    |      | خيوس (جزيرة)    | 1891    | تم تسجيل المسجد رسميًا لدى وزارة الثقافة اليونانية باعتباره معلمًا ثقافيًا في 21 يناير 1983 وتم توفيره لاستضافة المعارض والفعاليات الثقافية المختلفة. |
| متحف خيوس البيزنطي              |      | خيوس (جزيرة)    | ؟       | |
| مسجد حسن باشا جزايرلي (بلاتاني) |      | كوس (جزيرة)     | ؟       | يعد المسجد واحدًا من اثنين من المساجد الخمسة التي تعود إلى العصر العثماني والتي لا تزال مفتوحة للصلاة اليومية في جزيرة كوس..                        |
| مسجد الدفتردار (كوس)            |      | كوس (جزيرة)     | ؟       | المسجد هو واحد من اثنين من المساجد الخمسة التي تعود إلى العصر العثماني والتي تعمل وتفتح للصلاة اليومية في جزيرة كوس.                               |
| مسجد يني (ميتيليني)             |      | ميتيليني، لسبوس | 1825    | |
| مسجد فاليدي (ميتيليني)          |      | ميتيليني        | 1615    | |

## كريت
| اسم                     | صورة                        | موقع          | سنة/قرن | ملاحظات |
| ----------------------- | --------------------------- | ------------- | ------- | ------- |
| مسجد كوتشوك حسن باشا    | Janissaries Mosque, Chania  | خانية (مدينة) | ؟       |         |
| مسجد إيرابترا           | Ierapetra R04               | إيرابترا      | ؟       |         |
| مسجد نيرادجي            | Νερατζέ τζαμί, Ρέθυμνο 3154 | ريثيمنو       | ؟       |         |
| مسجد قره موسى باشا      |                             | ريثيمنو       | ؟       |         |
| مسجد ولي باشا (ريثيمنو) | Rethymnon (79)              | ريثيمنو       | ؟       |         |

## أتيكا (إقليم)
| اسم                | صورة | موقع                     | السنة / القرن    | ملاحظات |
| ------------------ | ---- | ------------------------ | ---------------- | --- |
| مسجد تزيستاراكيس   |      | موناستيراكي، أثينا       | 1759             | يضم جزء من متحف الفن الشعبي اليوناني. |
| مسجد فتحية (أثينا) |      | الأغورا اليونانية، أثينا | القرن السابع عشر | أعيد استخدامه بعد استقلال اليونان في 1834، وأصبح في حالة سيئة، ولكن بعد أعمال التجديد أعيد فتحه للجمهور في 2017 ويستخدم حاليًا للمعارض الثقافية. |
| مسجد فوتانيكوس     |      | أثينا                    | 2020             | أول مسجد تم بناؤه لهذا الغرض في أثينا بعد استقلال اليونان، بتمويل كامل من الحكومة اليونانية                                                     |